# John Phelan
John Phelan (1964) è un imprenditore e funzionario statunitense, diventato il 79º Segretario della Marina degli Stati Uniti sotto il presidente Donald Trump..

## Istruzione
Phelan ha conseguito una laurea in economia e scienze politiche alla Southern Methodist University a Dallas, Texas, nel 1986, e un MBA dalla Harvard Business School nel 1990.

## Carriera
È socio fondatore e direttore degli investimenti di MSD Capital, una società di investimenti privata fondata nel 1998 per gestire il capitale di Michael Dell.
Phelan è cofondatore e presidente di Rugger Management LLC, una società di investimenti privata con sede a Palm Beach (Florida).
Nel 2000, Phelan ha incontrato la sua futura moglie Amy, all'epoca consulente per i servizi di gestione e ingegneria dei sistemi a Dallas, in un appuntamento al buio. Hanno una figlia, Makenzie Moon Phelan, che è un'artista e socialite residente a New York.
Nell'agosto 2024, John e Amy Phelan hanno ospitato una cena di raccolta fondi privata per Trump nella loro casa da 38 milioni di dollari ad Aspen, Colorado, con ospiti tra cui Steve Wynn, Thomas Peterffy, Greg Abbott, Byron Donalds, Lauren Boebert e Cory Gardner. Gli ospiti hanno donato tra i 25.000 e i 500.000 dollari ciascuno durante la cena.

## Segretario della Marina degli Stati Uniti

### Nomina e conferma
Il 27 novembre 2024, il presidente eletto Donald Trump ha annunciato Phelan come suo nominato per il Segretario della Marina degli Stati Uniti.
Il 27 febbraio 2025, ha avuto la sua audizione di conferma davanti alla United States Senate Committee on Armed Services. Durante l'audizione, alcuni senatori, tra cui Elizabeth Warren, hanno sollevato preoccupazioni sulla sua presunta mancanza di qualifiche per guidare la Marina, dato che non aveva mai prestato servizio militare, mentre altri, come il senatore Roger Wicker, lo hanno elogiato.
È stato confermato dal Senato il 24 marzo 2025 ed è stato nominato il 25 marzo 2025.